# Charles Andrews (Politiker)
Charles Andrews (* 11. Februar 1814 in Paris, Massachusetts; † 30. April 1852 ebenda) war ein US-amerikanischer Politiker. Zwischen 1851 und 1852 vertrat er den Bundesstaat Maine im US-Repräsentantenhaus.

## Werdegang
Der im heutigen Maine geborene Charles Andrews besuchte die Bezirksschulen in seiner Heimat und danach die Hebron Academy. Nach einem anschließenden Jurastudium und seiner 1837 erfolgten Zulassung als Rechtsanwalt begann er in Turner im Androscoggin County in diesem Beruf zu praktizieren. Später zog er nach Paris zurück.
Andrews war Mitglied der Demokratischen Partei. Zwischen 1839 und 1843 saß er als Abgeordneter im Repräsentantenhaus von Maine, dessen Präsident er im Jahr 1842 war. Zwischen 1845 und 1848 war Andrews bei der Gerichtsverwaltung im Oxford County angestellt. Im Mai 1848 nahm er als Delegierter an der Democratic National Convention in Baltimore teil, auf der Lewis Cass als Präsidentschaftskandidat nominiert wurde.
Im Jahr 1850 wurde Andrews im vierten Wahlbezirk von Maine in das US-Repräsentantenhaus in Washington, D.C. gewählt. Dort trat er am 4. März 1851 die Nachfolge von Rufus K. Goodenow von der Whig Party an. Er konnte seine eigentlich bis zum 3. März 1853 laufende Amtszeit im Kongress nicht beenden, da er am 30. April 1852 starb.